# 哈尔滨师范大学
哈尔滨师范大学，通常简称哈师大，是一所位于中国黑龙江省哈尔滨市的公办全日制普通高等学校，隶属于黑龙江省教育厅，并由黑龙江省人民政府领导和管理。学校有资格招收公费师范生，为该省培养合格的中小学及幼儿园教师。也是中华人民共和国教育部“卓越教师培养计划”重点建设高校。其前身是1946年中国共产党在解放区以教育家陶行知先生的名字命名的松江省立行知师范学校。

## 历史沿革
哈尔滨师范大学创建于1951年，其前身是1946年中国共产党以教育家陶行知先生命名的行知师范学校。校址位于哈尔滨市果戈里大街。
- 1949年，校址迁往建国街2号，校名为哈尔滨市行知师范学校。
- 1951年，学校分立为松江省省属的松江师专和哈尔滨市市属的哈尔滨师专。1952年，两校又重新合并为松江师专。
- 1953年，更名为哈尔滨师专，归教育部所属。
- 1956年5月，国家正式批准哈尔滨师范专科学校扩建为黑龙江师范学院，7月20日教育部又批复同意将黑龙江师范学院更名为哈尔滨师范学院。
- 1960年，黑龙江速成师范专科学校、黑龙江工农师范学院、哈尔滨艺术学院相继并入哈尔滨师范学院。
- 1980年，更名为哈尔滨师范大学。校址位于和兴路50号。
- 1981年5月，哈师大被教育部确定为省属重点高师院校。
- 2000年至2001年，呼兰师范专科学校、黑龙江农垦师范专科学校、黑龙江物资职工大学相继并入哈师大。[3]
- 2001年，学校主校区迁到哈尔滨利民经济技术开发区师大路1号。
- 2016年，学校音乐学院独立成为哈尔滨音乐学院。

## 学校现况
截至2016年4月，哈尔滨师范大学有松北校区和江南校区2个校区，校园总占地面积346万平方米，教学基础设施建筑面积163.9万平方米，固定资产总值27.55亿元，教学科研仪器设备总值3.3亿元；图书馆藏书381万余册；有教职工3500人，其中专任教师1681人；设有26个学院（部），开办80个普通本科专业，有全日制本科、硕士、博士在校生3.7万人。
教学建设方面，截止2015年5月，哈尔滨师范大学有“十二五”黑龙江省级重点专业18个、国家级实验教学示范中心1个、国家级人才培养模式创新实验区1个、省级实验教学示范中心6个、国家级特色专业10个（音乐学、美术学、教育学、地理科学、汉语言文学、英语、思想政治教育、数学与应用数学、生物科学、心理学）、省级精品课程32门。1989-2013年，哈尔滨师范大学获省级优秀教学成果奖共计149项。
师资力量方面，截至2016年4月，哈尔滨师范大学有教职工3500人，其中专任教师1681人，教授、副教授924人，博士、硕士研究生导师841人。有国家级教学名师1人，国家级突出贡献专家3人，国务院特殊津贴享受者共68人，国家“百千万人才工程”专家3人，“龙江学者”特聘教授13人，国家级优秀教师17人，黑龙江省优秀教师69人，黑龙江省教学名师16人，省级突出贡献专家、省政府特殊津贴享受者共计52人，国家级教学团队1个。

## 校园环境

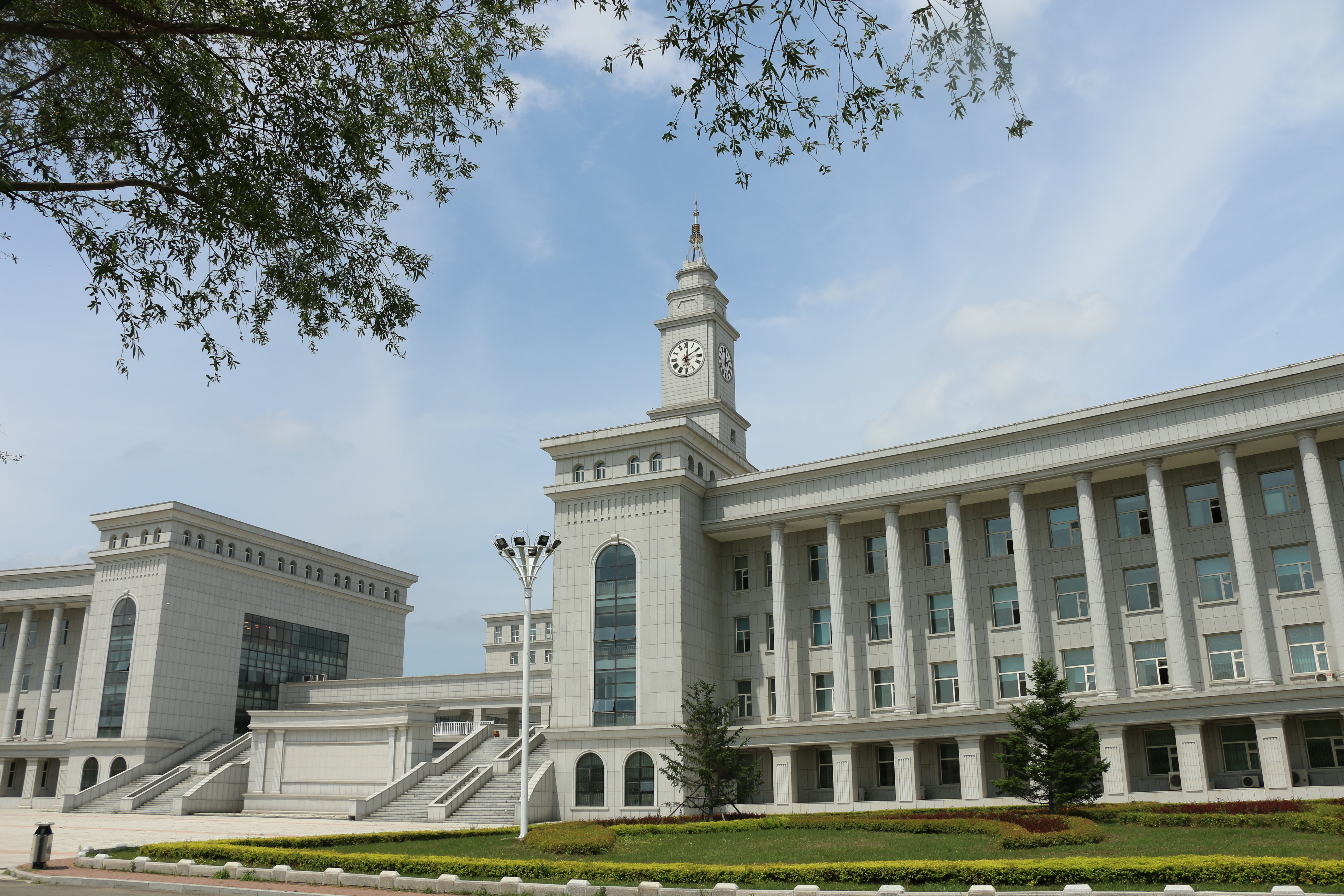
松北校区行知楼

哈尔滨师范大学现共有2个校区，分别位于哈尔滨市南岗区和呼兰区。其中呼兰区的松北校区为学校的主校区，南岗区的江南校区为老校区。

### 松北（江北）校区
或称江北校区，哈尔滨利民经济开发区师大路一号。
2001年投入使用，至此学校主体由江南校区改为松北校区。

### 江南校区
哈尔滨师范大学江南校区位于哈尔滨市南岗区和兴路50号，是学校的老校区。现为哈师大传媒学院、音乐学院以及美术学院所在地。

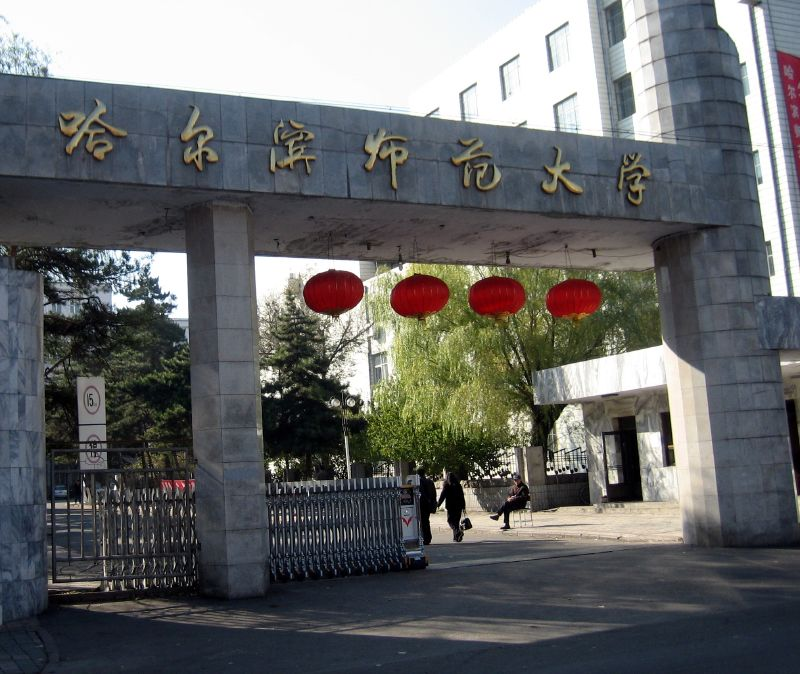
江南校区校门

## 组织机构

### 历任校长
- 唐景阳、史文生 1951年6月 - 1952年10月
- 唐景阳 1952年10月 - 1953年6月
- 于天放 1956年 - 1963年2月
- 杜若牧 1968年10月 - 1978年6月
- 李松涛 1978年6月 - 1983年6月
- 徐国林 1983年6月 - 1997年3月
- 王佐书 1997年3月 - 1997年12月
- 陈述涛 1999年12月 - 2008年1月
- 王选章 2008年1月 - 2017年9月
- 孙立军 2017年9月 - 2022年6月
- 蒋鲲 2023年6月 -

### 学院设置
- 文学院
- 历史文化学院
- 教师教育学院
- 教育科学学院
- 数学科学学院
- 计算机科学与信息工程学院
- 物理与电子工程学院
- 化学化工学院
- 生命科学与技术学院
- 地理科学学院
- 体育科学学院
- 马克思主义学院
- 法学院
- 西语学院
- 东语学院
- 斯拉夫语学院
- 继续教育学院
- 经济学院
- 管理学院
- 美术学院
- 音乐学院
- 传媒学院
- 研究生学院

## 国际合作
学校与俄罗斯莫斯科国立苏里科夫美术学院合作成立国际美术学院，授予硕士研究生文凭。